# Salome vs. Shenandoah
Salome vs. Shenandoah er en amerikansk stumfilm fra 1919 af Erle Kenton, Ray Grey og Ray Hunt.

## Medvirkende
- Ben Turpin
- Charles Murray
- Phyllis Haver
- Heinie Conklin som Roman Slave
- Marie Prevost